# Gare d'Ichigaya
La gare d'Ichigaya (市ケ谷駅, Ichigaya-eki) est une gare ferroviaire de la ville de Tokyo au Japon. Elle est située dans l'arrondissement de Chiyoda. La gare est desservie par les lignes de la JR East, du Tokyo Metro et du Bureau des Transports de la Métropole de Tokyo (Toei).

## Situation ferroviaire
La gare d'Ichigaya est située au point kilométrique (PK) 18,3 de la ligne Chūō-Sōbu, au PK 8,9 de la ligne Namboku, au PK 17,5 de la ligne Yūrakuchō et au PK 3,7 de la ligne Shinjuku.

## Histoire
La gare a été inaugurée le 6 mars 1895.

## Services des voyageurs

### Desserte

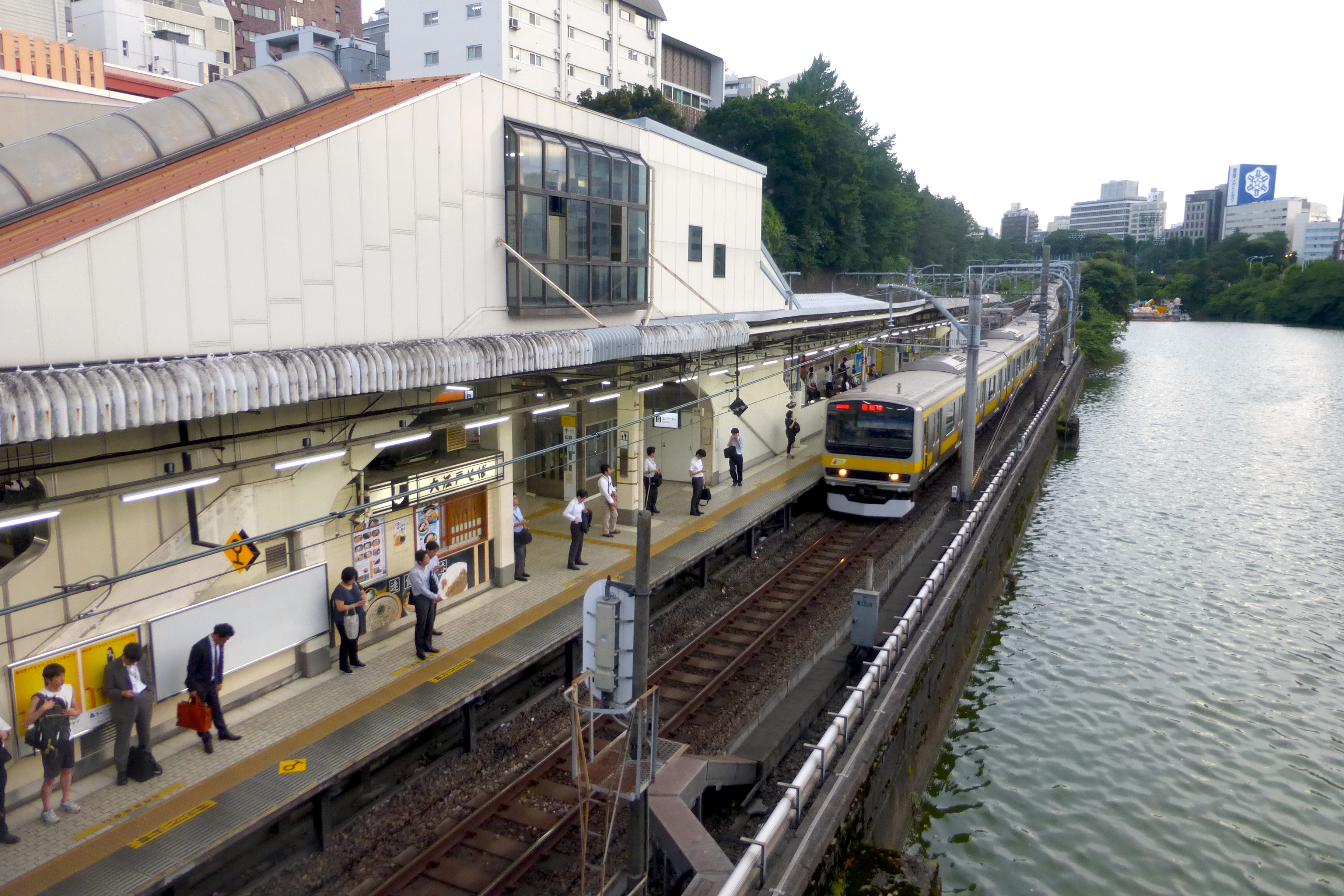
Quai de la station de la ligne Chūō-Sōbu

#### JR East
- Ligne Chūō-Sōbu  :
  - voie 1 : direction Shinjuku, Nakano et Mitaka
  - voie 2 : direction Kinshichō, Funabashi et Chiba

#### Tokyo Metro
- Ligne Yūrakuchō :
  - voie 1 : direction Shin-Kiba
  - voie 2 : direction Kotake-Mukaihara (interconnexion avec la ligne Seibu Yūrakuchō pour Hannō) ou Wakōshi (interconnexion avec la ligne Tōbu Tōjō pour Shinrinkōen)
- Ligne Namboku :
  - voie 3 : direction Akabane-Iwabuchi (interconnexion avec la ligne Saitama Railway pour Urawa-Misono)
  - voie 4 : direction Meguro (interconnexion avec la ligne Tōkyū Meguro pour Hiyoshi)

#### Toei
- Ligne Shinjuku :
  - voie 1 : direction Shinjuku (interconnexion avec la ligne nouvelle Keiō pour Hashimoto et Takaosanguchi)
  - voie 2 : direction Motoyawata